# フレーリッヒ相互作用
物性物理学においてフレーリッヒ相互作用（フレーリッヒそうごさよう）とは、電子（や励起子）と光学フォノンとの間に働く相互作用のこと。
イオン結晶のように単位セルの中に正負のイオンがあるときは、縦型光学モードの格子振動は結晶中に電荷の縞を作る。その結果、巨視的な振動分極が誘起される。分極によって生じた電場は、電子にクーロン力を及ぼす。したがって縦型光学フォノンと電子は相互作用を行う。これをフレーリッヒ相互作用という。
クーロン力は遠くにある電子にも力を及ぼすため、フレーリッヒ相互作用は長距離相互作用である。

## ポーラロン
フレーリッヒ相互作用によって電子の周囲にある格子にひずみが生じる。結晶中を電子が移動すると、その周囲の格子ひずみも電子に一緒についていく（電子が格子ひずみを引きずる）。つまりイオン結晶中では電子とその周囲の格子ひずみは切り離して考えることが出来ない。このとき電子と周囲の格子ひずみを合わせたものをポーラロンと呼ぶ。

## 超伝導
超伝導においてはフレーリッヒ相互作用によって電子間に引力が働くことが示され、その後のBCS理論へと繋がった。